# 百利金灣 (佛羅里達州)
百利金灣（英語：Pelican Bay）是位於美國佛羅里達州科利爾縣的一個人口普查指定地區。

## 地理
百利金灣的座標為26°13′59″N 81°48′33″W / 26.23306°N 81.80917°W，而該地最高點為海拔高度4米（即13英尺）。

## 人口
根據2010年美國人口普查的數據，百利金灣的面積為8.70平方千米，當中陸地面積為7.70平方千米，而水域面積為1.00平方千米。當地共有人口6346人，而人口密度為每平方千米729人。